# Vince Fehérvári
Vince Fehérvári es un deportista australiano de origen húngaro que compitió en piragüismo en la modalidad de aguas tranquilas. Ganó doce medallas en el Campeonato Mundial de Piragüismo entre los años 1993 y 2003, y once medallas en el Campeonato Europeo de Piragüismo entre los años 1997 y 2002.

## Palmarés internacional
| Representando a Hungría   |                              |                   |          |
| Campeonato Mundial        |                              |                   |          |
| Año                       | Lugar                        | Medalla           | Evento   |
| 1993                      | Copenhague (Dinamarca)       | Medalla de bronce | K4 500 m |
| 1994                      | Ciudad de México (México)    | Medalla de plata  | K1 200 m |
| 1997                      | Dartmouth (Canadá)           | Medalla de oro    | K1 200 m |
| 1997                      | Dartmouth (Canadá)           | Medalla de oro    | K2 200 m |
| 1997                      | Dartmouth (Canadá)           | Medalla de plata  | K4 200 m |
| 1998                      | Szeged (Hungría)             | Medalla de oro    | K2 200 m |
| 1998                      | Szeged (Hungría)             | Medalla de oro    | K4 200 m |
| 1999                      | Milán (Italia)               | Medalla de oro    | K2 200 m |
| 1999                      | Milán (Italia)               | Medalla de oro    | K4 200 m |
| 2001                      | Poznań (Polonia)             | Medalla de oro    | K4 200 m |
| 2002                      | Sevilla (España)             | Medalla de bronce | K4 200 m |
| Campeonato Europeo        |                              |                   |          |
| Año                       | Lugar                        | Medalla           | Evento   |
| 1997                      | Plovdiv (Bulgaria)           | Medalla de oro    | K1 200 m |
| 1997                      | Plovdiv (Bulgaria)           | Medalla de oro    | K2 200 m |
| 1997                      | Plovdiv (Bulgaria)           | Medalla de oro    | K4 200 m |
| 2000                      | Poznań (Polonia)             | Medalla de bronce | K2 500 m |
| 2000                      | Poznań (Polonia)             | Medalla de bronce | K4 200 m |
| 2001                      | Milán (Italia)               | Medalla de plata  | K1 200 m |
| 2001                      | Milán (Italia)               | Medalla de plata  | K2 200 m |
| 2001                      | Milán (Italia)               | Medalla de oro    | K4 200 m |
| 2002                      | Szeged (Hungría)             | Medalla de plata  | K1 200 m |
| 2002                      | Szeged (Hungría)             | Medalla de oro    | K2 200 m |
| 2002                      | Szeged (Hungría)             | Medalla de bronce | K4 200 m |
| Representando a Australia |                              |                   |          |
| Campeonato Mundial        |                              |                   |          |
| Año                       | Lugar                        | Medalla           | Evento   |
| 2003                      | Gainesville (Estados Unidos) | Medalla de plata  | K1 200 m |